# Villar de Cañas
Villar de Cañas és un municipi de la província de Conca, a la comunitat autònoma de Castella-La Manxa. El 22 de gener del 2010 el ple de l'ajuntament va aprovar per unanimitat sol·licitar al Ministeri d'Indústria espanyol la voluntat que el Magatzem Temporal Centralitzat de residus radioactius (ATC) s'instal·lés al seu territori.

## Demografia
| 1991 | 1996 | 2001 | 2004 |
| ---- | ---- | ---- | ---- |
| 513  | 458  | 432  | 457  |